# DVTV
DVTV (stylizováno též DVTV) je česká zpravodajská internetová televize. Mezi lety 2014 a 2022 dodávala videoobsah pro zpravodajský server Aktuálně.cz vydavatelství Economia, v červenci 2020 spustila také vlastní placený web s rozšířeným obsahem. Jádrem obsahu projektu jsou přibližně 20minutová interview s politiky, umělci, vědci a dalšími osobnostmi o politických a společenských otázkách. Kromě Zakladatelské dvojice Martina Veselovského a Daniely Drtinovou pořad moderují Kristýna Matute a Jakub Vilímek, v minulosti pak moderovali Filip Horký, Emma Smetana, Michael Rozsypal a Daniela Brzobohatá.

## Produkce
Dne 6. května 2014 vydavatelství Economia podepsalo tříletou smlouvu se společností Diskurz TV o výrobě videoobsahu. Cílem projektu DVTV, jehož provozovatelem je firma Online Partners, s. r. o., je dodávat videoobsah pro vydavatelství Economia pro jeho online deník Aktuálně.cz. Jednateli společnosti jsou všichni čtyři členové projektu – moderátoři Daniela Drtinová a Martin Veselovský a editoři Jan Rozkošný a Jan Ouředník (do roku 2015 také Lenka T. Vinšová). Hlavní moderátorskou dvojicí jsou Martin Veselovský a Daniela Drtinová. Tým vytvořili bývalí členové pořadu Události, komentáře na České televizi.
Podle smlouvy je projekt DVTV nezávislým dodavatelem určitého množství videí a Economia mu platí fixní částku. Financovaný je čistě z reklamy. Asi po roce fungování, od konce května 2015, vyhlásil crowdfundingovou kampaň na serveru Startovač. Za první 2 hodiny vybral 222 tisíc korun, přes noc během prvních 12 hodin asi 326 tisíc a stanovený milník 750 tisíc překonal za necelých 39 hodin. Necelé dva dny před koncem měsíční kampaně dosáhl na 2 miliony Kč.
Koncem října 2016 vydavatelství Economia oznámilo podepsání další tříleté smlouvy.
V únoru 2017 ohlásil vedoucí projektu Jan Rozkošný přípravu nového studia v jednom z rohů redakčního openspace vydavatelství Economia, a to zhruba od dubna či května téhož roku (v době obnovení původně tříleté smlouvy). Ohlásil také spuštění nových formátů a pořadů, např. živě vysílaných interaktivních rozhovorů již od března. Řady editorů a dramaturgů rozšířila bývalá reportérka české mutace Newsweeku Kateřina Šantúrová a šéfredaktor Student Times Filip Zajíček. Od ledna se editory DVTV stali Markéta Burleová a Filip Vích, oba v týmu působili již dříve, Burleová od jeho založení, kam přešla společně s týmem Událostí, komentářů z České televize. Filip Vích tým DVTV opustil v červnu 2017, kdy odešel do Seznam Zpráv; v nich vytvořil společně s Horkým a kameramanem Tomášem Svobodou tým krizového reportéra. V září 2017 tým rozšířil Jiří Trachtulec, který do DVTV přišel z České televize.
Na jaře 2020 DVTV uspořádalo sbírku na crowdfundingovém webu Hithit. Ta měla přinést prostředky na nový vlastní web, bez reklam a s podcasty. V kampani, která měla cíl vybrat 750 tisíc, bylo nakonec vybráno 9,73 milionů korun, čímž se tato kampaň stala vůbec nejúspěšnější v historii českého crowdfundingu. Placený web s rozšířeným obsahem byl spuštěn v červenci 2020.
Spolupráce s Economií skončila v závěru roku 2022, DVTV si poté vybudovala vlastní studio. V Economii ji nahradil interně vyráběný pořad Spotlight.

## Tým DVTV
| moderátor         | období  |
| Daniela Drtinová  | od 2014 |
| Martin Veselovský | od 2014 |
| Kristýna Matute   |         |
| Jakub Vilímek     |         |

| moderátor          | nástup        | odchod                            |
| ------------------ | ------------- | --------------------------------- |
| Filip Horký        | říjen 2015    | září 2017                         |
| Emma Smetana       | březen 2017   | prosinec 2020                     |
| Michael Rozsypal   | listopad 2020 | únor 2023                         |
| Daniela Brzobohatá | od 2021       | od září 2023 spolupracuje externě |

## Obsah a vysílání
Obsahem vysílání jsou rozhovory s hosty, duely a debaty, které se odehrávají jak v newsroomu vydavatelství Economia, tak přímo na místech konání důležitých událostí. Každodenní vysílání se zaměřuje na současná politická, ekonomická, ale i společenská témata. Videa jsou publikována na webech Economie, které týmu DVTV garantuje redakční nezávislost. Hosty jsou kromě jiných také redaktoři novin a časopisů Economie.
Kromě publikování obsahu na webech Economia jsou pořady DVTV dostupné také v nabídce O2 TV a od začátku června 2016 i v síti UPC.
Programově mimořádnými počiny byly v prvních třech letech např. živé přenosy z voleb amerického prezidenta v listopadu 2016 a poté i z jeho inaugurace v lednu 2017.

## Publikum a sledovanost
Za první týden oficiálního vysílání bylo diváky spuštěno 400 tisíc videí DVTV, z toho 90 % na webu a 10 % na mobilech a tabletech, asi třetina byla při stopáži kolem 7 až 12 minut přehrána až do konce.
Po roce provozu DVTV vzrostla sledovanost videosekce Aktuálně.cz více než dvojnásobně, v dubnu 2015 zaznamenala podle projektu NetMonitor 499 533 reálných uživatelů. Podle tvůrců dosáhlo více než 100 z publikovaných videí nejméně 50 tisíc zobrazení, 20 z nich přesáhlo 100 tisíc a některé nejúspěšnější přes 250 tisíc zobrazení.
Server Lidovky.cz v listopadu 2016 publikoval srovnání uživatelů Facebooku podle inklinaci k politickým stranám a uvedly přehled zpravodajských médií publikujících na této sociální síti, jejichž příspěvky uživatelé nejčastěji „lajkují“. DVTV byla na prvním místě mezi příznivci tradičních stran KDU-ČSL, ODS, Pirátů, Strany zelených, Starostů a nezávislých, TOP 09 a Svobodných. U příznivců ANO byla DVTV druhá nejsledovanější, u příznivců ČSSD na 5. místě. U příznivců SPO, KSČM a stran označených za antisystémové DVTV v pořadí výrazně klesala až k DSSS, u jejíchž příznivců v první dvacítce vůbec nefigurovala. U všech těchto stran byly naopak nejoblíbenější Parlamentní listy.
Jan Rozkošný v únoru 2017 označil leden téhož roku za nejúspěšnější v historii DVTV, když projekt zaznamenal 5,5 milionu unikátních zobrazení stránek. Průměrná strávená doba na jedné stránce s videem byla v té době přes 11,5 minuty. DVTV měla tehdy asi 130 tisíc fanoušků na Facebooku a 100 tisíc sledujících na Twitteru.

## Ocenění

### Křišťálová Lupa
Vítězství ve čtenářské anketě Křišťálová Lupa:
- Cena popularity – 2015, 2016, 2017, 2018, 2019, 2020
- Projekt roku – 2015
- Osobnost roku – Martin Veselovský (2015)
- Zpravodajství a publicistika (2011–2017 jako Zpravodajství) – 2016, 2017, 2018, 2019